# نيفيل كورتيس
نيفيل كورتيس (بالإنجليزية: Neville Curtis)‏ هو عالم بيئة جنوب أفريقي، ولد في 16 أكتوبر 1947، وتوفي في 15 فبراير 2007.